# Hammardammen, Hälsingland
Hammardammen är en sjö i Ovanåkers kommun i Hälsingland och ingår i Ljusnans huvudavrinningsområde.